# Liste der Nummer-eins-Hits in Irland (1976)
Diese Liste enthält alle Nummer-eins-Hits in Irland im Jahr 1976. Es gab in diesem Jahr 18 Nummer-eins-Singles.
| Singles |
| --- |
| - Queen – Bohemian Rhapsody - 6 Wochen (18. Dezember 1975 – 30. Januar 1976, insgesamt 12 Wochen; siehe 1991) - ABBA – Mamma Mia - 6 Wochen (31. Januar – 5. März) - Red Hurley – Broken Promises - 1 Woche (6. März – 12. März) - Sailor – Glass of Champagne - 1 Woche (13. März – 19. März) - Marianne Faithfull – Dreamin' My Dreams - 1 Woche (20. März – 26. März) - Tina Charles – I Love to Love (But My Baby Loves to Dance) - 2 Wochen (27. März – 9. April) - Guys n' Dolls – You Don't Have to Say You Love Me - 1 Woche (10. April – 16. April) - Brotherhood of Man – Save Your Kisses for Me - 1 Woche (17. April – 23. April) - ABBA – Fernando - 6 Wochen (24. April – 4. Juni) - The Sutherland Brothers – Arms of Mary - 4 Wochen (5. Juni – 2. Juli) - Wings – Silly Love Songs - 3 Wochen (3. Juli – 23. Juli) - Thin Lizzy – The Boys are Back in Town - 3 Wochen (24. Juli – 13. August) - Elton John & Kiki Dee – Don’t Go Breaking My Heart - 4 Wochen (14. August – 10. September) - ABBA – Dancing Queen - 6 Wochen (11. September – 22. Oktober) - Pussycat – Mississippi - 4 Wochen (23. Oktober – 12. November) - Smokie – I'll Meet You at Midnight - 1 Woche (13. November – 19. November) - Nilsson – Without You - 2 Wochen (20. November – 3. Dezember) - Chicago – If You Leave Me Now - 4 Wochen (4. Dezember – 31. Dezember, insgesamt 6 Wochen; siehe 1977) |

Siehe auch: Nummer-eins-Hits 1976 in  Australien, Belgien, Deutschland, Finnland, Frankreich, Italien, Japan, Kanada, Neuseeland, den Niederlanden, Norwegen, Österreich, Schweden, der Schweiz, Spanien, den Vereinigten Staaten und im Vereinigten Königreich.